# Joseph Stiglitz
Joseph Eugene Stiglitz (Gary, 9 februari 1943) is een Amerikaans econoom, auteur en in 2001 winnaar van de Prijs van de Zweedse Rijksbank voor economie (Nobelprijs voor de Economie). Hij is een van de bekendste economen in de wereld en heeft naast zijn wetenschappelijke werk ook een aantal boeken voor een algemeen publiek geschreven. Hij is met name bekend om zijn kritische standpunten over globalisering en over internationale organisaties als het Internationaal Monetair Fonds. Stiglitz heeft belangrijke posten bekleed onder president Bill Clinton, als lid (1993-95) en later voorzitter (1995-97) van de Council of Economic Advisers, en later bij de Wereldbank (1997-2000), onder meer als Senior vice president en Chief Economist.
Momenteel geeft Stiglitz les aan Columbia University in New York, Verenigde Staten. 

## Bijdrages aan de economie

### Risicoaversie
In 1967 schreef Stiglitz samen met Michael Rothschild een van zijn eerste artikelen voor het Journal of Economic Theory in 1970. Stiglitz en Rothschild bouwden voort op werk van economen als Robert Solow over het concept van risicoaversie. In een tweede artikel analyseerden ze de theoretische gevolgen van risicoaversie in verschillende omstandigheden, zoals de spaarbeslissingen van een individu en de productiebeslissingen van een bedrijf.

### Informatie-asymmetrie
Stiglitz heeft onderzoek gedaan over screening, een techniek die door een economische agent wordt gebruikt om privé-informatie van een andere agent te ontfutselen. Voor deze bijdrage aan de theorie van informatie-asymmetrie deelde hij de Nobelprijs voor Economie met George A. Akerlof en A. Michael Spence in 2001 "voor het leggen van de basis voor de theorie van markten met asymmetrische informatie".

## Publicaties
- (en)  Shapiro, C. en Stiglitz, Joseph (1984), “Equilibrium unemployment as a worker discipline device,” American Economic Review, juni 1984

- (en)  Walsh, Carl & Stiglitz, Joseph (2002). Economics. New York : W.W. Norton & Company.

- (en)  Walsh, Carl & Stiglitz, Joseph (2002). Principles in Macroeconomics. New York : W.W. Norton & Company.

- (en)  Stiglitz, Joseph (2002). Globalization and Its Discontents W. W. Norton & Company ISBN 0393051242, (nl)  Perverse Globalisering, Spectrum (2002).

- (en)  Greenwald, Bruce & Stiglitz, Joseph (2003). Towards a New Paradigm in Monetary Politics. Cambrididge: Cambridge University Press.

- (en)  Stiglitz, Joseph (2004). The Roaring Nineties. Why We're Paying the Price for the Greediest Decade in History, Penguin ISBN 0141014318

- (en)  Stiglitz, Joseph (2006). Making Globalization Work, Penguin

- (en)  Stiglitz, Joseph & Linda Bilmes (2008). The Three Trillion Dollar War, W. W. Norton ISBN 978-0-39-306701-9

- (en)  Stiglitz, Joseph (2010). Freefall: America, Free Markets, and the Sinking of the World Economy, W. W. Norton ISBN 978-0393075960, (nl)  Vrije val, Spectrum (2010).

- (en)  Stiglitz, Joseph (2012). The Price of Inequality, W. W. Norton ISBN 978-0-718-19738-4